# 格雷的五十道黑影
《格雷的五十道黑影》（英語：Fifty Shades of Black）是一部2016年美國喜劇片，由麥克·泰迪斯執導，馬龍·韋恩斯主演並與瑞克·阿爾瓦雷斯共同監製和編劇。本片為2015年情色愛情片《格雷的五十道陰影》的惡搞版。該片於2016年1月29日在美國上映。

## 劇情
電影講述女大學生憨娜，與年輕企業鉅子格雷間，令人窒息卻又無法抗拒的愛情性愛關係。兩人的首次相識，是憨娜為了校刊對格雷進行的採訪。憨娜被年輕、俊帥、多金的格雷吸引，卻不知道自己即將捲入格雷隱晦的情色漩渦：他對SM性愛的沉迷。

## 外部連結
- 官方网站
- 互联网电影数据库（IMDb）上《Fifty Shades of Black》的资料（英文）
- Box Office Mojo上《Fifty Shades of Black》的資料（英文）
- 爛番茄上《Fifty Shades of Black》的資料（英文）
- Metacritic上《Fifty Shades of Black》的資料（英文）
- YouTube上的【格雷的五十道黑影】中文電影預告.（繁體中文）